# Messier 36
Messier 36 (sau M36 sau NGC 1960) este un roi deschis situat în partea de sud a constelației Vizitiul (Auriga), și a fost descoperit de astronomul italian Giovanni Battista Hodierna înainte de 1654. Face parte din catalogul întocmit de astronomul francez Charles Messier.

## Descriere
Roiul este situat la aproximativ 4.100 de ani-lumină de Sistemul nostru Solar și,  ținând cont de diametrul său aparent de 12 minute de arc, întinderea sa este de circa 14 ani-lumină.
Messier 36 este un roi de stele relativ tânăr (vreo 25 de milioane de ani), și conține vreo șaizeci de stele, cele mai strălucitoare fiind de tip spectral B2 și de magnitudine aparentă +9.
Ușor de observat, chiar cu un simplu binoclu, apare pe cerul nocturn de iarnă în Emisfera nordică.

### Cărți
- en  Stephen James, Deep Sky Companions: The Messier Objects, Cambridge University Press, 1998, ISBN 0-521-55332-6.

### Hărți cerești
- en  Toshimi Taki, Taki's 8.5 Magnitude Star Atlas, 2005, Atlas cresc descărcabil liber în format PDF.
- en  Tirion, Rappaport, Lovi, Uranometria 2000.0, Vol. I - The Northern Hemisphere to -6°, Willmann-Bell, inc., Richmond, Virginia, USA, 1987, ISBN 0-943396-14-X
- en  Tirion, Sinnott, Sky Atlas 2000.0, ediția a doua, Cambridge University Press, Cambridge, USA, 1998, ISBN 0-933346-90-5
- en  Tirion, The Cambridge Star Atlas 2000.0, ediția a treia, Cambridge University Press, Cambridge, USA, 2001, ISBN 0-521-80084-6.